# Domenico Ravina
Domenico Ravina (ur. 20 stycznia 1909 w Cissone, zm. 16 marca 1982 w Albano) – włoski paulista, współzałożyciel (z ks. Cesare Robaldo polskiej prowincji Towarzystwa Świętego Pawła.
Do Towarzystwa Świętego Pawła wstąpił w wieku 12 lat. 29 lipca 1928 roku złożył pierwsze śluby zakonne, a 23 lipca 1932 roku śluby wieczyste. Święcenia kapłańskie otrzymał w Albie. Na polecenie ks. Jakuba Alberione 14 listopada 1934 wraz z ks. Cesare Robaldo przybył do Polski z misją stworzenia polskiej prowincji Towarzystwa Świętego Pawła. 